# Studio für Probleme zeitlich naher Musik
Das Studio für Probleme zeitlich naher Musik war zwischen 1953 und 1975 eine Reihe für moderne Musik in Graz.

## Anfänge
Mit der Gründung der Konzertreihe durch den Komponisten und damaligen Musikdirektor für Steiermark, Erich Marckhl, wurde „ein für die experimentellen Formen des aktuellen Musikschaffens aufgeschlossenes Forum“ geschaffen. Organisiert wurden die Konzerte anfangs in Kooperation zwischen Musikverein für Steiermark und Radio Graz, später auch in Verbindung mit der Akademie für Musik und darstellende Kunst (heute Universität für Musik und darstellende Kunst Graz). Im Eröffnungskonzert am 29. Januar 1953 stand der Liederzyklus Das Marienleben von Paul Hindemith auf dem Programm. Wenn auch vom Umfang her bescheidener, wurde mit dem „Studio für Probleme zeitlich naher Musik“ in Graz ein Forum für neue Musik geschaffen, das dem Vergleich mit Reihen wie der musica viva in München (gegründet 1945) oder das neue werk in Hamburg (gegründet 1951) standhält.
Mit ihren Einführungsvorträgen und Wiederholungsaufführungen am gleichen Abend greifen die ersten Veranstaltungen des Studios eine programmatische Idee des von Arnold Schönberg gegründeten „Vereins für musikalische Privataufführungen“ auf.

## Programmatik
Intention der Reihe war weniger die Förderung lokaler Komponisten, vielmehr der Versuch eines Anschlusses des Grazer Musiklebens an internationale Strömungen. „Das Studio war gedacht als eine Stätte der Konfrontation mit jenen schöpferischen Kräften der Musik, die bisher in der romantisch-patriarchalisch abgeschlossenen Atmosphäre des Steirischen Provinzialismus keinen Wirkungsraum gefunden hatten.“
Die Reihe umfasste anfangs sechs bis neun, später noch zwei bis drei Konzerte pro Saison. Neben den Hauptvertretern der Zweiten Wiener Schule, Arnold Schönberg, Alban Berg und Anton Webern, brachten die Programme einen repräsentativen Querschnitt klassisch-moderner sowie zeitgenössischer Komponisten, darunter Olivier Messiaen, Ernst Krenek, Hans Werner Henze, Karl Amadeus Hartmann, Igor Strawinsky, Darius Milhaud, Benjamin Britten, Edgar Varèse, Johann Nepomuk David, Rolf Liebermann, Frank Martin, Egon Wellesz, Josef Matthias Hauer, Hans Erich Apostel, Karl Schiske, Gösta Neuwirth, Friedrich Cerha, Iván Eröd, Zoltán Kodály oder Boris Blacher. Einige Werke waren zum ersten Mal in Österreich zu hören, etwa Meditationen von Gottfried von Einem, Gesänge der Gefangenschaft von Luigi Dallapiccola, Drei Dorfszenen von Béla Bartók oder Ulysses von Mátyás Seiber. 
Auch kamen in den 1950er Jahren Komponisten wie Pierre Boulez, György Ligeti oder Luigi Dallapiccola als Vortragende und Interpreten eigener Werke nach Graz. Die Kontakte zu den Komponisten kamen durch den Musikforscher und Journalisten Harald Kaufmann zustande.

## Wirkungsgeschichte
„Das Studio sollte der diskurshaften Auseinandersetzung mit Musik der Gegenwart dienen, dieses Ziel hat es auch erreicht.“ Es war „keineswegs einseitig avantgardistisch gedacht, sondern wollte einen echten Querschnitt. Es war wirklich als ‚Protokoll‘, nämlich nicht in vorgefaßter geistiger oder ästhetischer Programmatik gemeint.“ Das Verdienst der Konzertreihe liege genau darin, „dass hierin nicht etwa versucht wurde, eine gewisse Schule der Neuen Musik zu fördern, sondern ihr in ihrer Gesamtheit ein Forum geboten wurde“.
Ab Mitter 1960er Jahre übernahmen der Dirigent Max Heider (1922–1975), Leiter der Dirigierklasse an der Grazer Musikakademie, und das von ihm 1963 gründete Collegium musicum instrumentale, ein Kammerorchester aus Lehrenden und Studierenden der Musikakademie für zeitgenössischen Musik, verstärkt Aufgaben innerhalb des „Studios für Probleme zeitlich naher Musik“. Jedoch erlaubte die Landesförderung nur etwa drei Konzerte im Jahr. Obwohl in seiner Intention ähnlich ausgerichtet, stand die Konzertreihe gegen Ende der 1960er Jahre zunehmend im Schatten des neu gegründeten musikprotokoll im Rahmen des steirischen herbst. 1975 wurde das Studio nach dem Tod Max Heiders aufgelöst.